# Muhàmmad al-Múntasir
Abu-Abd-Al·lah Muhàmmad al-Múntasir (II) ibn Muhàmmad (àrab: أبو عبد الله محمد المنتصر بن محمد, Abū ʿAbd Allāh Muḥammad al-Muntaṣir b. Muḥammad) fou emir hàfsida amb el nom de Muhàmmad IV, successor del seu avi Abu-Faris Abd-al-Aziz el 1434 (el pare, Abu-l-Hàssan Muhàmmad, havia premort l'avi). Aviat alguns parents es van revoltar amb el suport dels àrabs. Va construir una font i la madrassa d'Al-Muntasariyya. Fou enderrocat al cap d'uns mesos, el 1435, i es va proclamar el seu germà Abu-Amr Uthman.